# الرياح (الإسماعيلية)
الرياح إحدى قرى مركز القنطرة غرب التابع لمحافظة الإسماعيلية بجمهورية مصر العربية.